# 松下正明
松下正明（まつした まさあき、1937年11月5日 - ）は、日本の医学者。東京大学名誉教授。専攻は老年精神医学。

## 来歴
佐賀県生まれ。1962年東京大学医学部卒、1963年東京大学医学部講師、1966年東京都立松沢病院勤務、1973年東京都精神医学総合研究所研究員、1982年横浜市立大学教授、東京大学医学部精神医学講座教授、1998年定年退官、名誉教授、東京都精神医学総合研究所所長、東京都立松沢病院院長・同所長兼任。東京都健康長寿医療センター理事長。

## 編著
- 『今日の老年期痴呆治療』編 金剛出版 1993
- 『痴呆の基礎研究 痴呆はどこまで解明されたか』編 中央法規出版 高年期の痴呆シリーズ 1993
- 『続・精神医学を築いた人びと』編著 ワールドプランニング 1994
- 『21世紀の精神科医療を見つめる 座談会』編著 丹羽真一,樋口輝彦述 診療新社 新精神科選書 1997
- 『Key word精神 1997-1998』倉知正佳,樋口輝彦共編著 先端医学社 1997
- 『感情障害 基礎と臨床』笠原嘉,岸本英爾共編 朝倉書店 1997
- 『臨床精神医学講座 精神医学と法』斎藤正彦共責任編集 中山書店 1997
- 『Text精神医学』広瀬徹也共編 南山堂 1998
- 『臨床精神医学講座 精神医療の歴史』昼田源四郎共責任編集 中山書店 1999
- 『臨床精神医学講座  精神医学・医療における倫理とインフォームド・コンセント』中根允文共責任編集 中山書店 2000
- 『臨床精神医学講座 精神医療におけるチームアプローチ』斎藤正彦共責任編集 中山書店 2000
- 『精神医学 その基盤と進歩』吉松和哉共編 朝倉書店 2002
- 『精神医学文献事典』加藤敏,神庭重信,中谷陽二,大野裕共編 弘文堂 2003
- 『身体合併症の看護』精神看護エクスペール  櫻庭繁共責任編集 中山書店 2004
- 『アルコール・薬物依存症の看護』精神看護エクスペール 坂田三允共責任編集 中山書店 2005
- 『司法精神医学概論』編 中山書店 2006

### 翻訳
- S.H.スナイダー『最新精神医学入門』諸治隆嗣共訳 星和書店 1981
- ローレンス・W.ラザルス編『老年精神医学ガイドブック』金剛出版 1996
- エルンスト・クレー『第三帝国と安楽死 生きるに値しない生命の抹殺』監訳 批評社 1999

## 論文
- <松下正明